# Papiro Edwin Smith

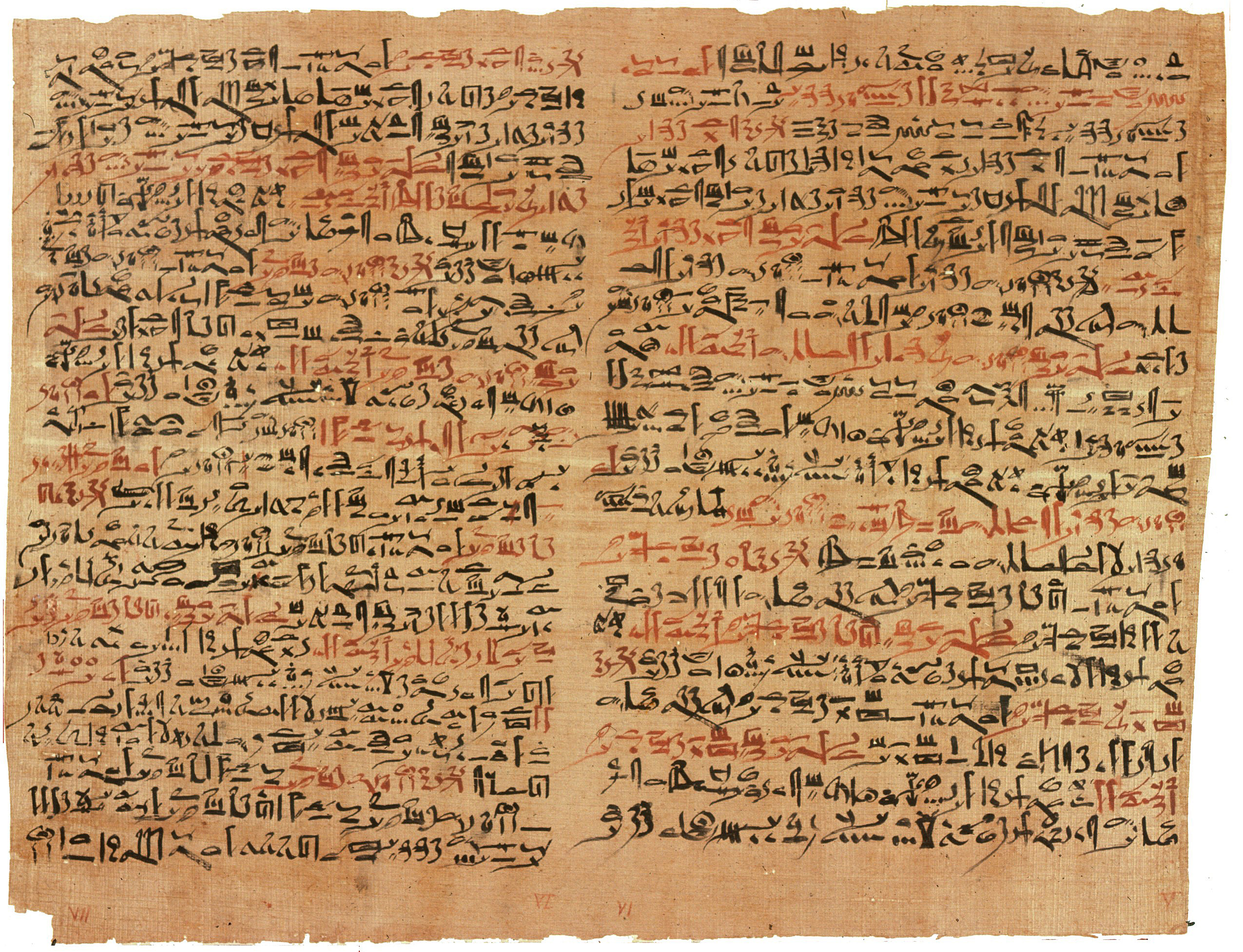
Fogli VI e VII del Papiro Edwin Smith (Rare Book Room, New York Academy of Medicine).

Il Papiro Edwin Smith è il più antico trattato di medicina giunto sino ai giorni nostri. Scritto in ieratico (forma corsiva della scrittura geroglifica, comunemente usata dagli scribi egiziani), risale alla XVI-XVII dinastia del Secondo periodo intermedio dell'Egitto, all'incirca nel 1600 a.C. In questo periodo la capitale era Tebe e quindi si crede che il papiro provenga da lì.
Il papiro Smith è un papiro assolutamente unico e originale. Costituisce una categoria a sé rispetto a quella in cui vengono inseriti gli altri papiri fino ad oggi sopravvissuti (il papiro Ebers, ed i papiri medici di Londra e Berlino). A differenza degli altri testi di medicina egizia antica, infatti, all'interno del papiro Smith non ritroviamo diagnosi e cure mediche improntate sull'utilizzo di incantesimi e formule magiche; per la prima volta, in tutta la storia dell'Antico Oriente ed in generale in tutta la storia della medicina, ci troviamo di fronte ad un approccio moderno e prettamente scientifico alla malattia, alle ferite ed alla cura del paziente.

## Storia
Il nome del papiro deriva dall'egittologo statunitense, Edwin Smith, nato in Connecticut nel 1822 (nello stesso anno in cui Champollion decifrò i geroglifici), che acquistò il papiro nel 1862 da Mustafà Aga, un rigattiere di Luxor (Egitto). Il papiro rimase in possesso di Smith fino alla sua morte. Infatti, nonostante egli fosse a conoscenza dell'importanza del trattato, non lo pubblicò mai. Dopo la sua morte, 1906, Smith lasciò il reperto alla figlia, la quale lo donò alla New-York Historical Society. Dal 1938 al 1948 il papiro rimase al Brooklyn Museum. Nel 1948 la New-York Historical Society e il Brooklyn Museum lo presentarono alla New York Academy of Medicine, da cui tuttora è conservato. La prima traduzione del papiro è stata realizzata nel 1930 dal professore James Henry Breasted (con la consulenza medica del Dr. Arno B Luckhardt), direttore dell'Oriental Institute presso l'Università di Chicago. Le pratiche razionali e scientifiche che furono utilizzate sono state ricostruite attraverso l'osservazione e l'esaminazione. Breasted pubblicò il suo lavoro completo di una perfetta traslitterazione, seguita da un suo personale commento. Dal 2005 al 2006 il papiro Edwin Smith fu in esposizione al Metropolitan Museum of Art di New York. James Peter Allen, direttore della mostra, per quella occasione, realizzò un'altra traduzione del lavoro.

## Struttura e caratteristiche
Il papiro ha una lunghezza di 4,68 m. Almeno una colonna di scrittura è stata persa, dunque, inizialmente, doveva essere lungo circa 5 m. Salvo il primo foglio frammentato del papiro, il resto è piuttosto intatto. Ha un'altezza di 33 cm. È costituito da 12 fogli della stessa ampiezza (40 cm) sui quali sono stese, in orizzontale, con inchiostro nero e rosso, delle colone di scrittura (alte 28 cm circa e ampie dai 18 ai 26 cm). Il papiro comprende 21 colonne e mezzo di scrittura ripartite nel seguente modo: 17 colonne (377 versi circa) sono scritte sul fronte, 4 colonne e mezzo (92 versi) sono scritte sul retro. La stragrande maggioranza del papiro si occupa di traumi e chirurgia, con brevi tratti di ginecologia e cosmetica sul rovescio. Non vi è alcuna relazione tra le due parti del reperto che, non a caso, sono separate da un enorme spazio bianco. Le colonne sul retro (aggiunte successivamente) sono identiche per forma e contenuto a quelle degli altri trattati medici egizi più antichi; contengono, infatti, principalmente, ricette e incantesimi magici. All'interno delle prime tre colonne e mezzo ritroviamo delle formule di natura magica necessarie per abbattere la pestilenza, mentre la colonna rimanente presenta una lunga ricetta per ripristinare la perduta giovinezza di un anziano signore. La parte più originale del papiro è, quindi , quella realizzata sul fronte. Le 17 colonne di scrittura, non solo costituiscono il manoscritto chirurgico più antico che sia mai stato ritrovato,ma possiedono delle caratteristiche particolari che le rendono uniche ed importantissime agli occhi dell'intero mondo medico e scientifico. Le differenze fondamentali tra le 17 colonne e mezzo del papiro Smith e tutti gli altri manoscritti antichi sono le seguenti:
- il trattato consiste esclusivamente di casi, non di ricette o incantesimi magici;[19]
- i casi sono organizzati sistematicamente, cominciando da un'accurata analisi delle ferite alla testa e procedendo verso il basso attraverso il corpo, come un moderno trattato di anatomia (va puntualizzato che mancano le descrizioni di casi e di pazienti con traumi al di sotto dello sterno, mancanza dovuta sicuramente al fatto che il papiro non si è conservato perfettamente;[6]
- la trattazione dei casi è affrontata scientificamente, con una particolare attenzione alla parte chirurgica (c'è il ricorso alla magia soltanto nei casi 8 e 9 dei 48 conservati);[6][12]
- ogni caso è classificato da uno dei tre differenti verdetti: “favorevole”, “incerto” o “sfavorevole”.[6]

## Paternità
L'autore del papiro rimane tuttora sconosciuto. La maggior parte degli studiosi ritiene che sia stato steso da due mani differenti, a causa delle notevoli divergenze tra le due parti del trattato (fronte e retro). La maggior parte del papiro pare sia stato scritto da uno scriba, solo piccole sezioni sarebbero state copiate da un secondo scriba. Il papiro termina bruscamente nel mezzo di una riga, senza l'inserimento di un autore. In ogni caso il papiro, sopravvissuto fino ad oggi, doveva essere la copia di un manoscritto risalente all'Antico Regno; infatti, oltre all'utilizzo di una grammatica e di una terminologia arcaiche, all'interno del papiro ritroviamo la descrizione di casi verificatisi in un'epoca più lontana rispetto a quella in cui il trattato viene fatto risalire. Di notevole rilievo è la descrizione della diagnosi del ministro Washptah, al servizio del faraone Userkhau (Antico Regno), morto di un male sconosciuto durante un ringraziamento pubblico per aver diretto la costruzione di un nuovo edificio (episodio datato almeno intorno al XXVIII sec. a.C.). Il testo originale è attribuito da alcuni ad Imhotep, un architetto, sommo sacerdote e medico del regno vissuto fra il 3000 ed il 2500 a.C.

## Un'antica medicina moderna

### Trattazione dei casi
La natura razionale e pratica del papiro è illustrata in 48 casi, che sono elencati in base alla posizione degli organi: l'analisi dei casi ha inizio dalla testa e procede in basso (nell'ordine della moderna esposizione anatomica) verso il collo, le braccia, il torace e la spina dorsale (qui il trattato si interrompe bruscamente). Il titolo di ogni caso esplicita la natura del trauma, come "Pratiche per una ferita profonda nella testa, che è penetrata fino all'osso ed ha spaccato il cranio". Per ogni caso si descrive minutamente il tipo della lesione, l'esame del paziente, la diagnosi, la prognosi, e il trattamento. Infatti ogni caso si apre con una profonda osservazione del paziente ed una conseguente determinazione del carattere della ferita: il chirurgo determina se le ferite interessavano solo i tessuti molli o anche le ossa, se avevano o meno penetrato gli organi, si preoccupa di osservare e classificare gli effetti fisiologici dei traumi. Tutto avviene utilizzando un metodo sorprendentemente moderno ed incredibilmente oggettivo. Le informazioni inerenti all'analisi delle ferite derivano dalle domande che il chirurgo pone direttamente al paziente o dall'osservazione di precisi movimenti e posture ed anche da indizi visivi ed olfattivi, dalla palpazione e dalla presa del polso. È strabiliante notare come, già 1000 anni prima dei medici greci, gli Egizi abbiano prestato attenzione anche ai battiti cardiaci, alle pulsazioni del cuore, oltre che alla palpazione manuale del corpo del paziente in alcuni punti ritenuti di fondamentale importanza. Sulla base dell'analisi delle condizioni del paziente, il chirurgo pronuncia poi la sua diagnosi, che include sempre uno dei tre verdetti: male che può essere discusso e curato (favorevole), male che può essere discusso e che si può tentare di curare (incerto), male che non può essere trattato perché assolutamente privo di speranza (sfavorevole). Quest'ultimo verdetto ricorre 14 volte. In molti dei casi, le spiegazioni del trauma sono incluse per fornire ulteriore chiarezza. Il fatto che il chirurgo riporti la discussione anche dei casi che non è in grado di curare evidenzia il suo forte interesse scientifico. Nell'insieme si può dire che questo papiro contiene osservazioni anatomiche, fisiologiche e patologiche realistiche.

### Strumenti chirurgici
Il papiro ci mostra anche numerosi strumenti chirurgici e tecniche mediche apparsi per la prima volta nel mondo medico dell'antico Oriente: il chirurgo fa uso di garze assorbenti; per le ferite al naso o alle orecchie sono già utilizzati dei tappi o dei tamponi ricoperti di lino; le ferite aperte vengono richiuse con dei cerotti adesivi o dei punti di sutura (per le ferite al labbro, alla gola o alla spalla); per quelle più profonde si ricorreva a primitive cuciture chirurgiche (successivamente utilizzate per ricucire le incisioni addominali necessarie per l'eviscerazione delle mummie). Tra gli strumenti chirurgici troviamo anche delle stecche rudimentali: alcune ricoperte di lino, altre composte di strati di lino imbevuti di colla e gesso, modellate e adattate conformemente agli arti (molto simili alle stecche moderne utilizzate per la ricomposizione delle fratture ossee) e mai applicate sui pazienti vivi, ma usate esclusivamente dagli imbalsamatori per seppellire i cadaveri; altre, costituite da rotoli di tela rigida, erano usate per le fratture delle ossa nasali e per la fasciatura, insieme a cataplasmi. Dopo le misure puramente chirurgiche, il rimedio medico più ricorrente è quello della “carne fresca”, applicato rigorosamente solo il primo giorno applicando carne cruda sulla ferita per bloccare la fuoriuscita di sangue ed eseguito stendendo garze ricolme di un particolare unguento per curare le infezioni (probabilmente composto di grasso e miele). Interessante è anche l'uso di decotti di salice (usati come disinfettanti), di impacchi di ammoniaca (per alleviare le infiammazioni), e di sali di rame e sodio con scopo astringente ( per diminuire le secrezioni). Al di là delle procedure tipicamente mediche, è necessario sottolineare un aspetto evidente della medicina egizia, che sarà ripreso più tardi dallo stesso Ippocrate di Coo: il chirurgo interviene sul paziente sempre mostrando una radicale fiducia nei confronti della natura, lasciata libera di svolgere interamente il suo corso. Appare quindi il motivo della “crisi” ippocratica, definita già dal nostro antico chirurgo come il punto decisivo dopo il quale il paziente può migliorare in fretta o regredire fino alla morte. Le procedure di questo papiro egiziano dimostrano un livello di conoscenza dei medicinali superiore rispetto a quello di Ippocrate, vissuto 1000 anni più tardi.

### Grandi scoperte
Il cervello

Disposizione anatomica dei 48 casi di ferite descritti nel libro.

Per la prima volta nella storia della medicina appare la parola "cervello", mai usata in nessun altro trattato medico di questa età e di tutto il Terzo Millennio a.C. (la prima discussione sul cervello era stata ritrovata all'interno di alcuni documenti medici greci, circa 2500 anni dopo questo trattato egizio). All'interno del papiro il chirurgo descrive esternamente il cervello, paragonando le circonvoluzioni cerebrali alle corrugazioni derivanti da una scoria metallica. Esso contiene la prima descrizione conosciuta delle strutture craniche, con le meningi, la superficie esterna del cervello, il fluido cerebrospinale e le pulsazioni intracraniche. In uno dei casi di rottura sminuzzata del cranio, il chirurgo tratta della "rottura di un sacco contenente gli emisferi cerebrali" (con riferimento alle membrane meningee). Nonostante la cultura egizia riconoscesse il cuore e l'addome come sedi della conoscenza e dell'intelligenza, il chirurgo del papiro Smith osserva, per la prima volta, che le ferite al cervello hanno delle ripercussioni su altre parti del corpo, specialmente sugli arti inferiori. Il cervello viene, dunque, considerato il centro di controllo dei movimenti del corpo. Strabiliante è inoltre osservare il ruolo centrale nel controllo nervoso attribuito alla colonna vertebrale, la cui lesione era stata registrata dal papiro come capace di compromettere le funzioni motorie e sensoriali (anche se in nessun caso il chirurgo riconosce alcuna relazione tra il cervello e la spina dorsale).
Il cuore
L'importanza dell'osservazione del cuore per la determinazione delle condizioni del paziente, appare nel papiro per la prima volta nella storia della medicina. Il cuore assume già il ruolo di centrale importanza nella distribuzione dei vasi anche se, comunque, mancano riferimenti alla funzione di questo organo nella circolazione sanguigna. Il chirurgo osserva anche che l'impulso è dovuto alla forza e all'azione del cuore.
L'apparato muscolo-scheletrico
Il trattato rivela la conoscenza di un sistema di muscoli, tendini e legamenti, infatti in uno dei 48 casi i muscoli della mandibola umana sono descritti dettagliatamente. Il chirurgo utilizza una parola corrispondente all'italiano tendine per indicare anche le vene sanguigne e i nervi. È evidente come non vi sia una effettiva distinzione tra i vari sistemi dell'organismo umano; rimane comunque importante il fatto che tali sistemi non siano stati del tutto ignorati.

## La figura del chirurgo
Uomo attento ed esigente, con un'ampia visione della vita del suo tempo. Il trattato mostra come la figura del chirurgo fosse diversa da quella di un semplice medico, poiché capace di osservare, trarre conclusioni dalle sue osservazioni, mantenere, a prescindere dalle limitazioni del suo tempo, una mente e un'attitudine prettamente scientifiche. Importante è anche il compito, assegnato al chirurgo, di creare un nuovo lessico e una nuova terminologia scientifici. I termini utilizzati per la trattazione dei suoi casi sono spesso ripresi dal mondo naturale o dalla vita quotidiana (es: nomi di alcuni vermi d'acqua, utilizzati per indicare le stringhe fibrose del sangue coagulato; "camera nascosta", con evidente riferimento ai luoghi sacri e ai santuari del tempo, per indicare la zona anteriore del seno).

## Importanza sociale del papiro
Il trattato costituisce un'importante testimonianza dell'organizzazione sociale, ma anche della storia stessa del mondo egizio. Non è un caso il fatto che i pazienti di cui si occupa il chirurgo del papiro Smith siano esclusivamente uomini (questo evidenzia come le donne avessero una minima importanza sociale), così come, non casualmente, le ferite riportate dai pazienti sono sempre molto profonde, (probabilmente si tratta di ferite da battaglia, il che presuppone una cultura guerriera all'interno della civiltà egizia). È proprio per quest'ultimo motivo che si ritiene che questo papiro sia servito come libro di testo riguardante i traumi risultati dalle battaglie militari. Infine, i grandi particolari anatomici ci lasciano presupporre che già gli antichi Egizi attuassero delle dissezioni ai cadaveri (passo di notevole modernità e rilevante impronta scientifica).